# Новоєлизаветівська сільська рада (Ширяївський район)
Новоєлизаве́тівська сільська́ ра́да — колишня адміністративно-територіальна одиниця та орган місцевого самоврядування в Ширяївському районі Одеської області. Адміністративний центр — село Новоєлизаветівка.

## Загальні відомості
Новоєлизаветівська сільська рада утворена в 1936 році.
- Територія ради: 95,166 км²
- Населення ради: 1 610 осіб (станом на 2001 рік)
- Територією ради протікає річка Великий Куяльник

## Населені пункти
Сільській раді були підпорядковані населені пункти:
- с. Новоєлизаветівка
- с. Новопетрівка Друга
- с. Новопетрівка Перша
- с. Новостепанівка
- с. Сирітське Друге
- с. Сирітське Перше
- с. Софіївка
- с. Стара Єлизаветівка

## Населення
Згідно з переписом УРСР 1989 року чисельність наявного населення сільської ради становила 1767 осіб, з яких 807 чоловіків та 960 жінок.
За переписом населення України 2001 року в сільській раді мешкало 1610 осіб.

### Мова
Розподіл населення за рідною мовою за даними перепису 2001 року:
| Мова       | Відсоток |
| ---------- | -------- |
| українська | 98,14 %  |
| молдовська | 0,75 %   |
| російська  | 0,62 %   |
| болгарська | 0,37 %   |

## Склад ради
Рада складається з 16 депутатів та голови.
- Голова ради: Кравцова Ірина Семенівна
- Секретар ради: Міщенко Світлана Всеводівна

### Керівний склад попередніх скликань Голова ради Кравцова Ірина Семенівна
Примітка: таблиця складена за даними сайту Верховної Ради України

### Депутати
За результатами місцевих виборів 2010 року депутатами ради стали:

#### За суб'єктами висування
| Суб'єкт висування                                       | Кількість обраних депутатів | %    |
| ------------------------------------------------------- | --------------------------- | ---- |
| Партія регіонів                                         | 9                           | 56,3 |
| Політична партія Всеукраїнське об'єднання «Батьківщина» | 5                           | 31,3 |
| Самовисування                                           | 1                           | 6,3  |
| Соціалістична партія України                            | 1                           | 6,3  |

#### За округами
| № округу                                                | Прізвище, ім'я, по батькові       | Дата визнання обраним | Освіта             | Партійна приналежність                        | Відомості про обраного депутата                              |
| ------------------------------------------------------- | --------------------------------- | --------------------- | ------------------ | --------------------------------------------- | ------------------------------------------------------------ |
| Партія регіонів                                         |                                   |                       |                    |                                               |                                                              |
| 1                                                       | Загороднюк Людмила Іванівна       | 01.11.2010            | середня спеціальна | член Партії регіонів                          | загальноосвітня школа І ст. с. Новопетрівка, техпрацівник    |
| 2                                                       | Гавриков Олександр Миколайович    | 01.11.2010            | середня спеціальна | член Партії регіонів                          | фермерське господарство «Олександр», голова                  |
| 3                                                       | Юдіна Валентина Василівна         | 01.11.2010            | вища               | член Партії регіонів                          | загальноосвітня школа І-ІІІ ст. с Новоєлизаветівка, директор |
| 4                                                       | Білоус Микола Іванович            | 01.11.2010            | середня спеціальна | член Партії регіонів                          | фермерське господарство «Білоус», голова                     |
| 6                                                       | Наконечна Любомира Ярославівна    | 01.11.2010            | вища               | член Партії регіонів                          | тимчасово не працює                                          |
| 7                                                       | Бабіченко Наталія Дмитрівна       | 01.11.2010            | середня спеціальна | член Партії регіонів                          | сільська рада, головний бухгалтер                            |
| 14                                                      | Петушенко Олена Григорівна        | 01.11.2010            | середня спеціальна | член Партії регіонів                          | сільська рада, рахівник — касир                              |
| 15                                                      | Юсипів Роман Семенович            | 01.11.2010            | середня            | член Партії регіонів                          | тимчасово не працює                                          |
| 16                                                      | Мартинюк Богдан Іванович          | 01.11.2010            | середня            | член Партії регіонів                          | тимчасово не працює                                          |
| Політична партія Всеукраїнське об'єднання «Батьківщина» |                                   |                       |                    |                                               |                                                              |
| 5                                                       | Циганов Іван Іванович             | 01.11.2010            | середня спеціальна | член Всеукраїнського об'єднання «Батьківщина» | тимчасово не працює                                          |
| 9                                                       | Єфременко Володимир Костянтинович | 01.11.2010            | середня спеціальна | член Всеукраїнського об'єднання «Батьківщина» | тимчасово не працює                                          |
| 10                                                      | Кривошеєнко Тетяна Сергіївна      | 01.11.2010            | вища               | член Всеукраїнського об'єднання «Батьківщина» | загальноосвітня школа І-ІІІ ст. с Новоєлизаветівка, вчитель  |
| 11                                                      | Гаврилюк Наталія Іванівна         | 01.11.2010            | вища               | член Всеукраїнського об'єднання «Батьківщина» | загальноосвітня школа І-ІІІ ст. с Новоєлизаветівка, вчитель  |
| 13                                                      | Пітушкан Олена Миколаївна         | 01.11.2010            | середня спеціальна | член Всеукраїнського об'єднання «Батьківщина» | загальноосвітня школа І-ІІІ ст. с Новоєлизаветівка, вчитель  |
| Соціалістична партія України                            |                                   |                       |                    |                                               |                                                              |
| 8                                                       | Міщенко Світлана Всеволодівна     | 01.11.2010            | вища               | позапартійна                                  | сільська рада, секретар                                      |
| Самовисування                                           |                                   |                       |                    |                                               |                                                              |
| 12                                                      | Болтовська Ганна Павлівна         | 01.11.2010            | середня спеціальна | член Соціалістичної партії України            | тимчасово не працює                                          |